# Station Ubocze
Station Ubocze is een spoorwegstation in de Poolse plaats Ubocze.